# Paradelphomyia (Oxyrhiza) newar
Paradelphomyia (Oxyrhiza) newar is een tweevleugelige uit de familie steltmuggen (Limoniidae). De soort komt voor in het Oriëntaals gebied.